# فيلي كوندا
فيلي كوندا (بالإنجليزية: Willie Kunda)‏ هو لاعب كرة قدم زامبي في مركز الهجوم، ولد في 1945 في Mufulira ‏ في زامبيا، وتوفي في 15 ديسمبر 2007 في مدينة مانسا في زامبيا.